# Children Action
Children Action (tạm dịch: (Tổ chức) hành động vì trẻ em), là một tổ chức quỹ từ thiện, nhằm cung cấp mọi loại trợ giúp cho các trẻ em bất hạnh, trong đó có chăm sóc y khoa, phẫu thuật, giúp đỡ tâm lý, chăm sóc phòng ngừa thanh thiếu niên tự tử v.v... Tổ chức này được Bernard Sabrier thành lập năm 1994, có trụ sở ở Thụy Sĩ.
Tổ chức có các nguyên tắc sau: mục tiêu duy nhất, chiến lược rõ ràng, sự cam kết rõ rệt, tập trung vào chất lượng.

## Các hoạt động
- Các đơn vị phòng ngừa thanh thiếu niên tự tử (Teenage Suicide Prevention Units), ở Genève
- Dự án phòng ngừa bỏ rơi (trẻ em) (Preventing abandonment project), ở România
- Trường học cho các trẻ em thiếu thốn, (Schools for destitute children), ở Việt Nam
- Các phẫu thuật ngoại khoa (cho trẻ em) (Surgical operations), ở Việt Nam
- Trung tâm dành cho trẻ em khiếm thị (Centre for blind children, ở Việt Nam
- Các phẫu thuật ngoại khoa (Surgical operations), ở Genève
- Trợ giúp các trẻ em bị nhiễm vi khuẩn AIDS (Support for children affected by the AIDS virus)), ở Pháp/Thụy Sĩ
- Jakaira, trung tâm dành cho cha mẹ là thanh thiếu niên (Jakaira, a centre for teenage parents), ở Argentina
- Các phẫu thuật ngoại khoa (Surgical operations), ở Bangladesh
- Trợ giúp cho trẻ em bị bệnh ung thư (Support for children affected by cancer), ở Uruguay
- Trợ giúp cho các nạn nhân Sóng thần (Support for the victims of the tsunami), ở Sri Lanka

Nhiệm vụ của tồ chức này ở Việt Nam gồm có, trợ giúp y khoa, xây dựng trường học, cấp học bổng cho các trẻ em nghèo, chăm sóc trẻ em khiếm thị, với ngân sách tổng cộng hàng năm khoảng 250.000 USD.